# Unter Verdacht: Das Karussell
Das Karussell ist ein deutscher Fernsehfilm von Ulrich Zrenner aus dem Jahr 2005. Es handelt sich um die fünfte Episode der ZDF-Kriminalfilmreihe Unter Verdacht mit Senta Berger als Dr. Eva Maria Prohacek in der Hauptrolle.

## Handlung
Eine russische Aussiedlerfamilie baut einen folgenschweren Autounfall, bei welchem nur der zwölfjährige Boris überlebt. Der Forstwirt Janker gesteht, den Unfall mitverursacht zu haben, fügt seiner Aussage aber hinzu, dass noch ein weiteres Fahrzeug beteiligt war. Die Kriminalrätin Dr. Eva Maria Prohacek nimmt die Ermittlungen auf und stößt dabei auf den Unternehmer Edgar Keller. Sie stößt auf sogenannte „Karussell“-Geschäfte, Scheingeschäfte, bei denen Millionen an Vorsteuern vom Finanzamt erstattet werden.

## Hintergrund
Der Film wurde vom 14. Juni 2004 bis zum 17. Juli 2004 in München und Umgebung gedreht. Die Folge wurde am 3. Juni 2005 um 20:15 Uhr auf arte erstausgestrahlt.

## Kritik
Die Kritiker der Fernsehzeitschrift TV Spielfilm vergaben dem Film die bestmögliche Wertung, sie zeigten mit dem Daumen nach oben. Sie konstatierten: „Komplexer und realistischer Fall“.